# Американска прерийна лисица
Американската прерийна лисица (Vulpes velox), известна още като американски корсак или просто американска лисица, е дребна лисица разпространена в западните Велики равнини на Северна Америка. Английското наименование на тази лисица (Swift fox) и латинското velox, означават едно и също: бързонога лисица и на български вероятно е най-уместно да се нарича именно така. Тук наричаме тази лисица американска прерийна за да я разграничим от сродната Американска пустинна лисица (Vulpes macrotis), известна също като лисица джудже, с която дотогава се считаха за представители на един и същ вид: Американска лисица джудже (Vulpes velox).

## Общо описание
Американските прерийни лисици са сравнително дребни: до 30 см. височина, 80 см. дължина с опашката и тегло 2-3 кг. Имат големи уши и окраската им е сиво-жълтеникава с черен връх на опашката.

## Разпространение
Срещат се в западните прерии и полупустини на Северна Америка, от Алберта, Канада до щата Тексас.

## Начин на живот и хранене
Прерийните лисици са активни главно нощем, като деня обикновено прекарват скрити в своите бърлоги. В търсене на храна или за да се оттърват от бълхи могат да сменят дузина бърлоги за една година.
Тези лисици понякога образуват двойки за цял живот, като женските изглежда имат доминираща роля. Те обикновено остават в границите на своята територия, докато мъжките са тези които идват и си отиват.
Както повечето кучета, американската прерийна лисица е предимно месоядна, лови зайци, гризачи, птици, насекоми и гущери, но често разнообразява диетата си с треви и плодове. Храненето и зависи от сезона, като през лятото поглъща големи количества насекоми: главно бръмбари и скакалци, а през зимата не подминава мъртви елени и друга мърша.
Основните естествени врагове на прерийните лисици са койотите и грабливите птици.